# ドニチカキップ

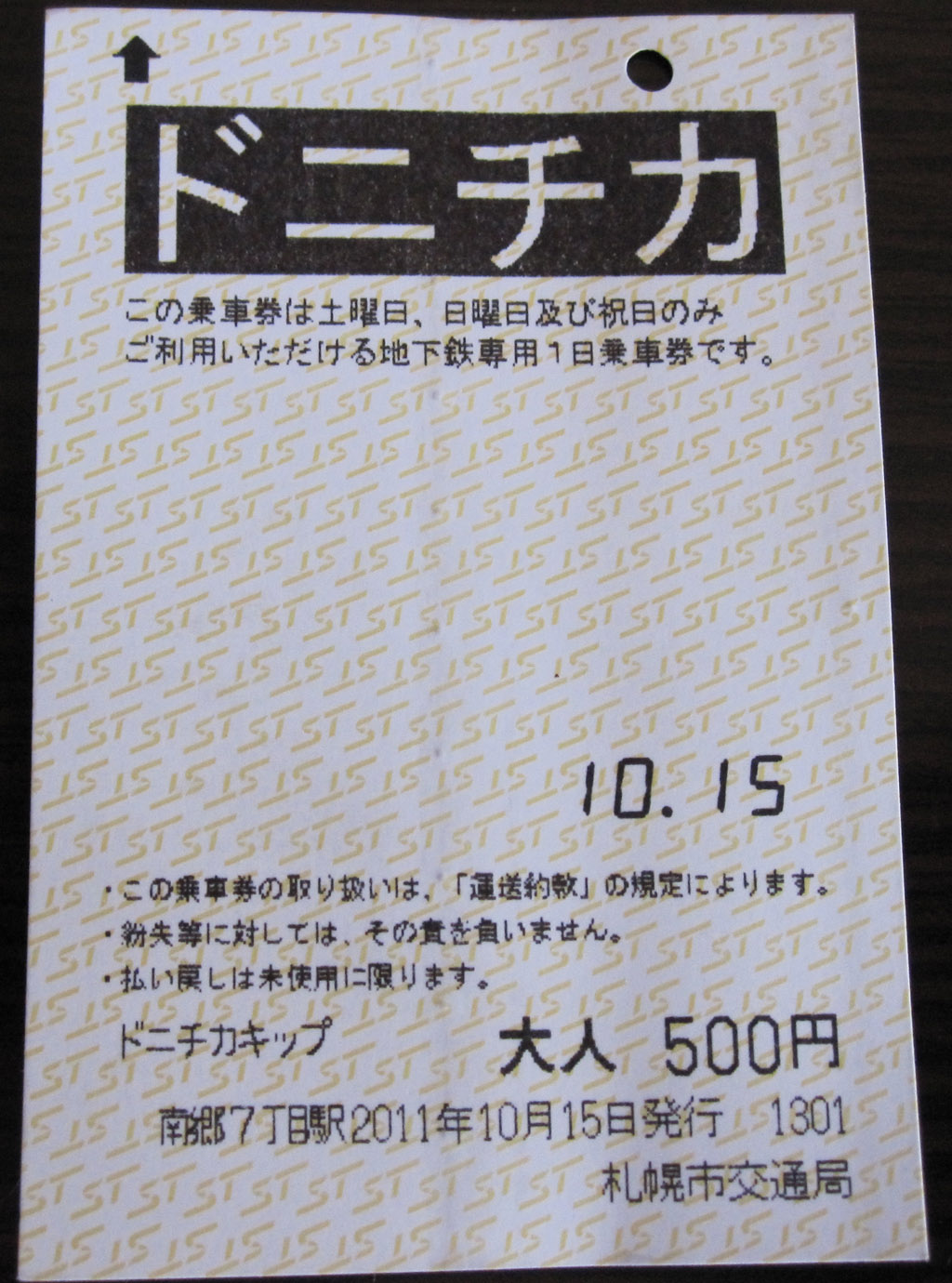
ドニチカキップ（2011年にプラスチック券から紙券に変更）

ドニチカキップは、札幌市交通局が運営する札幌市営地下鉄において、土曜日・日曜日・祝日と年末年始（12月29日 - 1月3日）に利用可能な地下鉄専用一日乗車券である。

## 概要
札幌市などは2002年（平成14年）度から「公共交通利用促進キャンペーン」を実施した。これと連携し、休日の公共交通利用促進を図るために「地下鉄休日割引実験カード」としてドニチカキップの試験的な発売を開始した。
大きな割引率を設定し、積極的なPR活動を行ったことで、2年間にわたる実験発売では増客・増収効果があり、利用者からも好評を得たため、2004年（平成16年）10月1日から正式な発売を開始した。
当初は地下鉄駅事務室などで発売していたが、2011年（平成23年）9月から、きっぷの素材がプラスチック券から紙券に変更され、ドニチカキップと表示のある券売機で購入する形式になった。また紙券のため、従来裏面に印字されていた利用履歴は表示されなくなった。
名称には「ドニチにチカテツ乗り放題のお得なキップ」という意味がある。

## 発売額
2024年10月19日現在
- 大人：520円
- 子供：260円

## 発売箇所
- 地下鉄駅券売機
- 地下鉄駅事務室
- 定期券発売所

### 過去の発売箇所
- 交通案内センター
- 主要駅に設置されていたカード自動販売機

## 経緯
- 2002年（平成14年）9月：期間限定で実験的に発売（大人500円）[1]。
- 2003年（平成15年）10月：期間限定で実験的に発売（大人500円）。この際、地下鉄のほかに市電、市営バス、ジェイ・アール北海道バス、じょうてつバス、北海道中央バスで利用できる「共通ドニチカキップ」（大人700円）も実験的に発売された[1]。
- 2004年（平成16年）10月1日：札幌市営地下鉄のみを対象とした休日割引カードドニチカキップの販売が本格的に開始される。
- 2011年（平成23年）9月3日：きっぷの素材が紙券に変更される[4]。
- 2014年（平成26年）
  - 10月1日：地下鉄運賃改定に伴い、価格が変更される。
  - 12月29日：この期間から、年末年始にも利用可能となる[6]。
- 2015年（平成27年）4月：この頃から、すべての券売機で発売されるようになる[7]。